# Wasted Love (JJ-Lied)
Wasted Love (deutsch Verschwendete Liebe) ist ein Lied des österreichischen Sängers JJ, das im März 2025 erschien. Es wurde vom Interpreten selbst zusammen mit Teodora Špirić sowie Thomas Thurner geschrieben und gewann für Österreich beim Eurovision Song Contest 2025.

## Hintergrund
Der Österreichische Rundfunk gab am 7. September 2024 offiziell seine Absicht bekannt, am Eurovision Song Contest 2025 teilzunehmen, und bestimmte seinen Vertreter durch eine interne Auswahl. Im Oktober 2024 berichteten österreichische Medien, dass acht Einsendungen von sieben Künstlern nach einer Live-Casting-Runde in den ORF-Studios in die engere Wahl kamen. Zu ihnen gehörte Dodo Muhrer, der Österreich bereits 2015 beim Eurovision Song Contest bei The Makemakes vertreten hatte, sowie Johannes Pietsch, Kayla Krystin, Nnoa und Philip Piller. Am 30. Januar 2025 wurde „Wasted Love“ von Pietsch unter dem Künstlernamen JJ im Rahmen der auf Ö3 ausgestrahlten Radiosendung Ö3-Wecker vom ORF als österreichischer Beitrag zum Eurovision Song Contest 2025 bekannt gegeben. Der Titel wurde von einer Jury aus 30 lokalen und internationalen Musikindustrie- und Eurovision-Experten sowie fast 30 internationalen OGAE-Fanclub-Vertretern aus fünf Ländern und dem ORF-Team aus den acht Beiträgen ausgewählt.
Der Titel wurde von Pietsch, Teodora Špirić und Thomas Thurner geschrieben. Thurner produzierte ihn mit Pele Loriano und Wojciech Kostrzewa. Der Titel wurde unter anderem vom Budapest Scoring Orchestra eingespielt. Dirigent war Zoltán Pad. Der Titel sei durch eine Anfrage Pietschs an Špirić zustande gekommen.

## Inhalt
Wasted Love wird als Mischung aus Ballade zwischen Pop, Oper sowie Techno beschrieben. Pietsch wechselt im Laufe des Titels jeweils zum Refrain die Stimmlage. Während der Titel anfänglich nur mit minimaler Instrumentierung besetzt ist, steigert sich die Dynamik im Verlauf des ersten Refrains. Die orchestrale Instrumentierung mit Streichern setzt kurz vor dem Refrain ein, ehe sie kurz danach abflaut und durch staccato spielende Streicher sowie Blasinstrumente erweitert wird. Ebenfalls setzt das Schlagzeug ein. Die Instrumentierung in der zweiten Wiederholung des Refrains ist intensiver als zuvor. Nach dem Refrain dominiert eine Techno-typische Instrumentierung, ehe der Titel in einem Ende mit der höchstmöglichen Dynamik abschließt. Pietschs Stimme erreicht jeweils zum Ende des zweiten Refrains und zum Schluss des Liedes ein cis‴.
Der Text ist vollständig in englischer Sprache gehalten. In dem Lied verarbeitet JJ Pietsch eine persönliche, schmerzvolle Erfahrung mit verschwendeter, weil unerwiderter Liebe („wasted love“), von der er viel gegeben, aber wenig zurückbekommen habe. Inszeniert wurde für den Songcontest Drama, Schmerz und das beinahe Untergehen im Meer der Gefühle. Damit verbunden sei die Hoffnungs- und Orientierungslosigkeit, die er während dieser Phase empfunden habe.

## Mitwirkende
- Gesang: JJ, Teodora Špirić
- Text: Teodora Špirić, Johannes Pietsch, Thomas Thurner
- Musik: Teodora Špirić, Johannes Pietsch, Thomas Thurner
- Produzent: Pele Loriano, Thomas Thurner, Wojciech Kostrzewa
- Abmischung: Michael Höchtl
- Mastering: Mischa Janisch
- Dirigent: Zoltán Pad
- Orchester: Budapest Scoring Orchestra
- Arrangeur: Wojciech Kostrzewa
- Studioassistent: Patrik Veréb
- Aufnahmeingenieur: Dénes Rédly
- Schlagzeug, Klavier, Synthesizer: Thomas Thurner
- Programmierung: Wojciech Kostrzewa[4]

## Beim Eurovision Song Contest
Mit dem Titel nahm Österreich am Eurovision Song Contest 2025 in Basel teil. Das Land trat hierbei in der ersten Hälfte des zweiten Halbfinales am 15. Mai 2025 an und konnte sich mit 104 Punkten und dem 5. Platz erfolgreich für das Finale qualifizieren. Vor dem Finale wurden dem Titel von Buchmachern eine Quote von 3/1 und mit Schweden und Frankreich eine sehr gute Chance auf den Sieg zugesprochen. Das Finale fand am 17. Mai statt. Österreich wurde für dieses die Startnummer 9 zugeteilt. Mit insgesamt 436 Punkten konnte Österreich den Wettbewerb vor Israel und Estland gewinnen. Während Wasted Love bei der Juryabstimmung mit 258 Punkten siegte, erreichte es beim abstimmenden Publikum den vierten Platz mit 178 Punkten. Für Österreich stellt dies nach Merci, Chérie (1966) und Rise Like a Phoenix (2014) den dritten Sieg beim Wettbewerb dar.

## Rezeption
Der Song erhielt positive Kritiken. David Mouriquand (Euronews) bezeichnete ihn als „Lehrbuchbeispiel dafür, wie Eurovisionssongs klingen sollten“. Er beweise, dass es sich nicht gegenseitig ausschließe, sich im emotionalen Abgrund zu befinden und Party zu machen. Melanie Falkensteiner hob für Melomaniacs das Storytelling hervor – die erste Textzeile stelle eine einfache, aber poetische und ergreifende Beschreibung von Herzschmerz dar: „I’m an ocean of love and you’re scared of water“. Sie attestiert dem Lied einen hohen Wiederspielwert.

## Kommerzieller Erfolg

### Chartplatzierungen
Wasted Love stieg bereits zwei Wochen nach der Veröffentlichung erstmals in die österreichischen Charts ein, hielt sich jedoch nur eine Woche auf Platzierung 24. Am 16. Mai, einen Tag nach dem ESC-Halbfinale, stieg er erneut auf Rang 70 ein, bevor er in der Folgewoche nach dem Sieg auf Rang 1 gelistet war. Als erster Song eines österreichischen Artists wurde er innerhalb einer Woche über eine Million Mal gestreamt.
Das Lied stieg zudem in mehreren europäischen Ländern in die Charts ein: Neben dem DACH-Raum auch im Vereinigten Königreich, den Niederlanden, Belgien (Flandern), Griechenland, Island, Irland, Schweden, Finnland und Norwegen.
Am 18. Mai 2025 wurde Wasted Love mit Rang 23 erstmals in den täglichen Spotify Global Charts aufgeführt, nach vier Tagen fiel es aus der Liste.
| ChartsChartplatzierungen     | Höchstplatzierung | Wochen |
| ---------------------------- | ----------------- | ------ |
| Deutschland (GfK)            | 13 (2 Wo.)        | 2      |
| Österreich (Ö3)              | 1 (9 Wo.)         | 9      |
| Schweiz (IFPI)               | 3 (4 Wo.)         | 4      |
| Vereinigtes Königreich (OCC) | 53 (1 Wo.)        | 1      |

### Auszeichnungen für Musikverkäufe
| Land/Region       | Auszeichnungen für Musikverkäufe (Land/Region, Auszeichnung, Verkäufe) | Verkäufe |
| ----------------- | ---------------------------------------------------------------------- | -------- |
| Österreich (IFPI) | Gold                                                                   | 15.000   |
| Insgesamt         | 1× Gold ·                                                              | 15.000   |